# Witstaartsaffraangors
De witstaartsaffraangors (Sicalis citrina) is een zangvogel uit de familie Thraupidae (tangaren).

## Verspreiding en leefgebied
Deze soort komt voor in noordelijk, oostelijk en estelijk-centraal Noord-Amerika en telt 3 ondersoorten:
- Sicalis citrina browni: Colombia, Venezuela, de Guiana's en noordelijk Brazilië.
- Sicalis citrina citrina: oostelijk Brazilië.
- Sicalis citrina occidentalis: van zuidoostelijk Peru tot noordwestelijk Argentinië.